# 1956-os közép-európai kupa
Az 1956-os közép-európai kupát 1956. június 23. és augusztus 4. között rendezték meg. A sorozatban Ausztria, Csehszlovákia és Magyarország 2-2 csapattal, Jugoszlávia pedig 3 csapattal képviseltette magát (A Crvena zvezda helyét az elődöntőben a Partizan Belgrad vette át). Olaszország ezúttal nem nevezett. A csapatok kupa rendszerben 2 mérkőzésen döntötték el a továbbjutást. Ha az összesítésben ugyanannyi gólt szereztek a csapatok a párharcokban, akkor egy újabb összecsapáson dőlt el a továbbjutó kiléte.
A kupát a Vasas nyerte el, története során első alkalommal.

## Negyeddöntők
| 1. csapat      | Össz. | 2. csapat         | 1. mérk. | 2. mérk. |
| -------------- | ----- | ----------------- | -------- | -------- |
| SC Wacker Wien | 2-21  | Partizan Belgrad  | 1-1      | 1–1      |
| SK Rapid Wien  | 4-3   | Slovan Bratislava | 3-0      | 1–3      |
| Vasas          | 4-2   | ÚDA Praha         | 2-0      | 2-2      |
| Crvena zvezda  | 4-6   | Bp. Vörös Lobogó  | 1-1      | 3-5      |

- 1 Mivel az összesített eredmény 2-2 lett, a szabályok értelmében újrajátszást (3. mérkőzést) rendeltek el, melyet 4-0-ra a Partizan nyert meg.

| 1956. június 23. 15:15 |

| SC Wacker Wien | 1–1   | Partizan Belgrad |
| -------------- | ----- | ---------------- |
| Brousek 48'    | (0–0) | Valok 46'        |

| Práter-Stadion, Bécs Nézőszám: 20 000 Játékvezető: Vlček (csehszlovák) |

| 1956. július 1. |

| Partizan Belgrad | 1–1   | SC Wacker Wien |
| ---------------- | ----- | -------------- |
| Jocić 88'        | (0–0) | Wagner II 72'  |

| Belgrád Nézőszám: 25 000 Játékvezető: Macko (csehszlovák) |

| 1956. július 3. |

| Partizan Belgrad                   | 4–0   | SC Wacker Wien |
| ---------------------------------- | ----- | -------------- |
| Jocić Kalaperović Valok Mihajlović | (0–0) |                |

| Belgrád Nézőszám: 8 000 Játékvezető: Ruzicka (csehszlovák) |

| 1956. június 23. 17:00 |

| SK Rapid Wien                 | 3–0   | Slovan Bratislava |
| ----------------------------- | ----- | ----------------- |
| R. Körner 65' 67' Hanappi 72' | (0–0) |                   |

| Práter-Stadion, Bécs Nézőszám: 20 000 Játékvezető: Harangozó (magyar) |

| 1956. június 30. |

| Slovan Bratislava                             | 3–1   | SK Rapid Wien |
| --------------------------------------------- | ----- | ------------- |
| Moravcik 47' Kovác 60' (11-esből) Hlavaty 84' | (0–0) | Hanappi 81'   |

| Pozsony Nézőszám: 50 000 Játékvezető: Zsolt (magyar) |

| 1956. június 24. 18:00 |

| Vasas                   | 2–0   | ÚDA Praha |
| ----------------------- | ----- | --------- |
| Csordás 82' Lelenka 84' | (0–0) |           |

| Népstadion, Budapest Nézőszám: 50 000 Játékvezető: Stafanovic (jugoszláv) Asszisztensek: Erlich, Roncevic |

| 1956. június 30. |

| ÚDA Praha              | 2 –2  | Vasas                   |
| ---------------------- | ----- | ----------------------- |
| Masopust 33' Přáda 65' | (1–1) | Csordás 13' Lelenka 51' |

| Prága Nézőszám: 45 000 Játékvezető: Lamesic (jugoszláv) Asszisztensek: Mackovic, Petric |

| 1956. június 24. |

| Crvena zvezda | 1–1   | Budapesti Vörös Lobogó |
| ------------- | ----- | ---------------------- |
| Kostić 40'    | (1–1) | Sándor 35'             |

| Belgrád Nézőszám: 50 000 Játékvezető: Grill (osztrák) Asszisztensek: Román, Siegl |

| 1956. július 1. 18:00 |

| Budapesti Vörös Lobogó                                                    | 5–3   | Crvena zvezda            |
| ------------------------------------------------------------------------- | ----- | ------------------------ |
| Tasić 2' (öngól) Spajić 38' (öngól) Hidegkuti 48' Szolnok 64' Palotás 66' | (2–2) | Toplak 26' Kostić 44' ?' |

| Népstadion, Budapest Nézőszám: 45 000 Játékvezető: Mayer (osztrák) Asszisztensek: Jiranek, Marschall |

## Elődöntők
| 1. csapat        | Össz. | 2. csapat              | 1. mérk. | 2. mérk. |
| ---------------- | ----- | ---------------------- | -------- | -------- |
| SK Rapid Wien    | 7–6   | Budapesti Vörös Lobogó | 3–3      | 4–3      |
| Partizan Belgrad | 2-6   | Vasas                  | 1-0      | 1-6      |

| 1956. július 7. 17:30 |

| SK Rapid Wien                              | 3–3   | Budapesti Vörös Lobogó        |
| ------------------------------------------ | ----- | ----------------------------- |
| A. Körner 12' 60' R. Körner 47' (11-esből) | (1–0) | Hidegkuti 61' 72' Palotás 75' |

| Práter-Stadion, Bécs Nézőszám: 45 000 Játékvezető: Romcevic (jugoszláv) Asszisztensek: Epert, Ehrlich |

| 1956. július 14. 18:30 |

| Budapesti Vörös Lobogó      | 3–4   | SK Rapid Wien                               |
| --------------------------- | ----- | ------------------------------------------- |
| Palotás 49' 50' Szolnok 28' | (1–3) | Hanappi 9' 17' A. Körner 20' Mehsarosch 83' |

| Népstadion, Budapest Nézőszám: 90 000 Játékvezető: Vlček (csehszlovák) Asszisztensek: Galba, Karas |

| 1956. július 8. |

| Partizan Belgrad | 1–0   | Vasas |
| ---------------- | ----- | ----- |
| Valok 20'        | (1–0) |       |

| Belgrád Nézőszám: 40 000 Játékvezető: Mayer (osztrák) Asszisztensek: Jiranek, Rohmann |

| 1956. július 14. 16:45 |

| Vasas                                                   | 6–1   | Partizan Belgrad |
| ------------------------------------------------------- | ----- | ---------------- |
| Csordás 9' 78' 88' Szilágyi 3' Bundzsák 38' Lelenka 83' | (3–1) | Marković 31'     |

| Népstadion, Budapest Nézőszám: 80 000 Játékvezető: Macko (csehszlovák) Asszisztensek: Ruzicka, Polak |

## Döntő
| 1. csapat     | Össz. | 2. csapat | 1. mérk. | 2. mérk. |
| ------------- | ----- | --------- | -------- | -------- |
| SK Rapid Wien | 4–41  | Vasas     | 3–3      | 1–1      |

- 1 Mivel az összesített eredmény 4-4 lett, a szabályok értelmében újrajátszást (3. mérkőzést) rendeltek el, melyet 9-2-re a Vasas nyert meg.

### Első mérkőzés
| 1956. július 21. 15:00 |

| SK Rapid Wien                   | 3–3   | Vasas                                |
| ------------------------------- | ----- | ------------------------------------ |
| A. Körner 2' 14' Mehsarosch 19' | (3–1) | Szilágyi 1' Bundzsák 48' Csordás 58' |

| Práter-Stadion, Bécs Nézőszám: 60 000 Játékvezető: Orlandini (olasz) Asszisztensek: Bernardi, Liverani |

| RAPID WIEN: |  |                  |
|             |  |                  |
| K           |  | Herbert Gartner  |
| V           |  | Paul Halla       |
| V           |  | Robert Dienst    |
| V           |  | Franz Golobic    |
| KP          |  | Josef Höltl      |
| KP          |  | Karl Giesser     |
| CS          |  | Robert Körner    |
| CS          |  | Bruno Mehsarosch |
| CS          |  | Gerhard Hanappi  |
| CS          |  | Alfred Körner    |
| CS          |  | Josef Bertalan   |
| Vezetőedző: |  |                  |
| Max Merkel  |  |                  |

| VASAS:       |  |                |
|              |  |                |
| K            |  | Kamarás Mihály |
| V            |  | Kárpáti Béla   |
| V            |  | Kontha Károly  |
| V            |  | Teleki Gyula   |
| KP           |  | Bundzsák Dezső |
| KP           |  | Berendy Pál    |
| CS           |  | Raduly József  |
| CS           |  | Csordás Lajos  |
| CS           |  | Szilágyi Gyula |
| CS           |  | Lelenka Sándor |
| CS           |  | Sárosi László  |
| Vezetőedző:  |  |                |
| Baróti Lajos |  |                |

### Második mérkőzés
| 1956. július 28. 18:00 |

| Vasas       | 1–1   | SK Rapid Wien |
| ----------- | ----- | ------------- |
| Szilágyi 3' | (1–0) | Bertalan 59'  |

| Népstadion, Budapest Nézőszám: 100 000 Játékvezető: Bernardi (olasz) Asszisztensek: Coppa, Adami |

| BUDAPESTI VASAS: |  |                |
|                  |  |                |
| K                |  | Kamarás Mihály |
| V                |  | Kárpáti Béla   |
| V                |  | Kontha Károly  |
| V                |  | Teleki Gyula   |
| KP               |  | Bundzsák Dezső |
| KP               |  | Berendy Pál    |
| CS               |  | Raduly József  |
| CS               |  | Csordás Lajos  |
| CS               |  | Szilágyi Gyula |
| CS               |  | Lelenka Sándor |
| CS               |  | Sárosi László  |
| Vezetőedző:      |  |                |
| Baróti Lajos     |  |                |

| RAPID WIEN: |  |                  |
|             |  |                  |
| K           |  | Herbert Gartner  |
| V           |  | Paul Halla       |
| V           |  | Karl Giesser     |
| V           |  | Franz Golobic    |
| KP          |  | Johann Riegler   |
| KP          |  | Josef Höltl      |
| CS          |  | Robert Körner    |
| CS          |  | Bruno Mehsarosch |
| CS          |  | Gerhard Hanappi  |
| CS          |  | Alfred Körner    |
| CS          |  | Josef Bertalan   |
| Vezetőedző: |  |                  |
| Max Merkel  |  |                  |

### Harmadik mérkőzés
| 1956. augusztus 4. 17:30 |

| Vasas                                                              | 9–2   | SK Rapid Wien   |
| ------------------------------------------------------------------ | ----- | --------------- |
| Szilágyi 47' 52' 57' 50' Raduly 43' 78' Csordás 21' 28' Teleki 88' | (3–1) | Riegler 33' 85' |

| Népstadion, Budapest Nézőszám: 100 000 Játékvezető: Vlček (csehszlovák) Asszisztensek: Galba, Karas |

| BUDAPESTI VASAS: |  |                |
|                  |  |                |
| K                |  | Kamarás Mihály |
| V                |  | Kárpáti Béla   |
| V                |  | Kontha Károly  |
| V                |  | Sárosi László  |
| KP               |  | Bundzsák Dezső |
| KP               |  | Berendy Pál    |
| CS               |  | Raduly József  |
| CS               |  | Csordás Lajos  |
| CS               |  | Szilágyi Gyula |
| CS               |  | Teleki Gyula   |
| CS               |  | Lelenka Sándor |
| Vezetőedző:      |  |                |
| Baróti Lajos     |  |                |

| RAPID WIEN: |  |                   |
|             |  |                   |
| K           |  | Herbert Gartner   |
| V           |  | Paul Halla        |
| V           |  | Karl Giesser      |
| V           |  | Franz Golobic     |
| KP          |  | Josef Höltl       |
| KP          |  | Lambert Lanzinger |
| CS          |  | Robert Körner     |
| CS          |  | Johann Riegler    |
| CS          |  | Gerhard Hanappi   |
| CS          |  | Bruno Mehsarosch  |
| CS          |  | Josef Bertalan    |
| Vezetőedző: |  |                   |
| Max Merkel  |  |                   |

A Vasas játékoskerete: Bárfy Antal, Berendy Pál, Bundzsák Dezső, Csordás Lajos, Kamarás Mihály, Kárpáti Béla, Kaszner László, Kontha Károly, Kovalik Ferenc, Lelenka Sándor, Mathesz Imre, Milosevics László, Raduly József, Sárosi László, Szilágyi I Gyula, Szilágyi II János, Teleki Gyula, edző: Baróti Lajos